# Acomita Lake
Acomita Lake és una concentració de població designada pel cens dels Estats Units a l'estat de Nou Mèxic. Segons el cens del 2000 tenia 312 habitants.

## Demografia
Segons el cens del 2000, Acomita Lake tenia 312 habitants, 74 habitatges, i 60 famílies. La densitat de població era de 35,2 habitants per km².
Dels 74 habitatges en un 37,8% hi vivien nens de menys de 18 anys, en un 44,6% hi vivien parelles casades, en un 17,6% dones solteres, i en un 17,6% no eren unitats familiars. En el 14,9% dels habitatges hi vivien persones soles el 8,1% de les quals corresponia a persones de 65 anys o més que vivien soles. El nombre mitjà de persones vivint en cada habitatge era de 4,22 i el nombre mitjà de persones que vivien en cada família era de 4,56.
Per edats la població es repartia de la següent manera: un 36,9% tenia menys de 18 anys, un 10,3% entre 18 i 24, un 28,2% entre 25 i 44, un 16% de 45 a 60 i un 8,7% 65 anys o més.
L'edat mediana era de 28 anys. Per cada 100 dones de 18 o més anys hi havia 101 homes.
La renda mediana per habitatge era de 34.750 $ i la renda mediana per família de 32.750 $. Els homes tenien una renda mediana de 21.806 $ mentre que les dones 17.417 $. La renda per capita de la població era de 9.076 $. Aproximadament l'11,9% de les famílies i el 17,8% de la població estaven per davall del llindar de pobresa.

## Poblacions més properes
El següent diagrama mostra les poblacions més properes.